# 凱杜古省

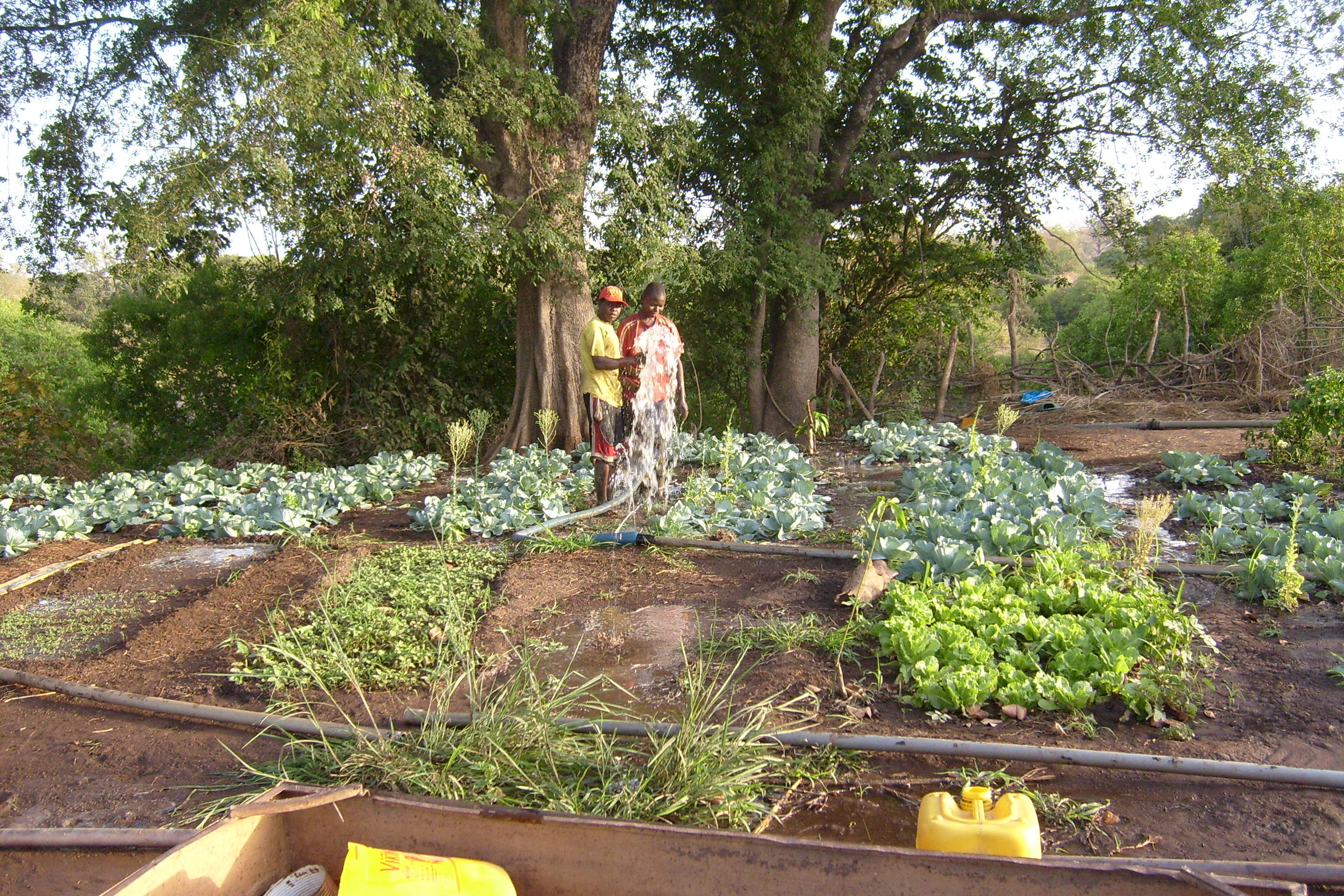

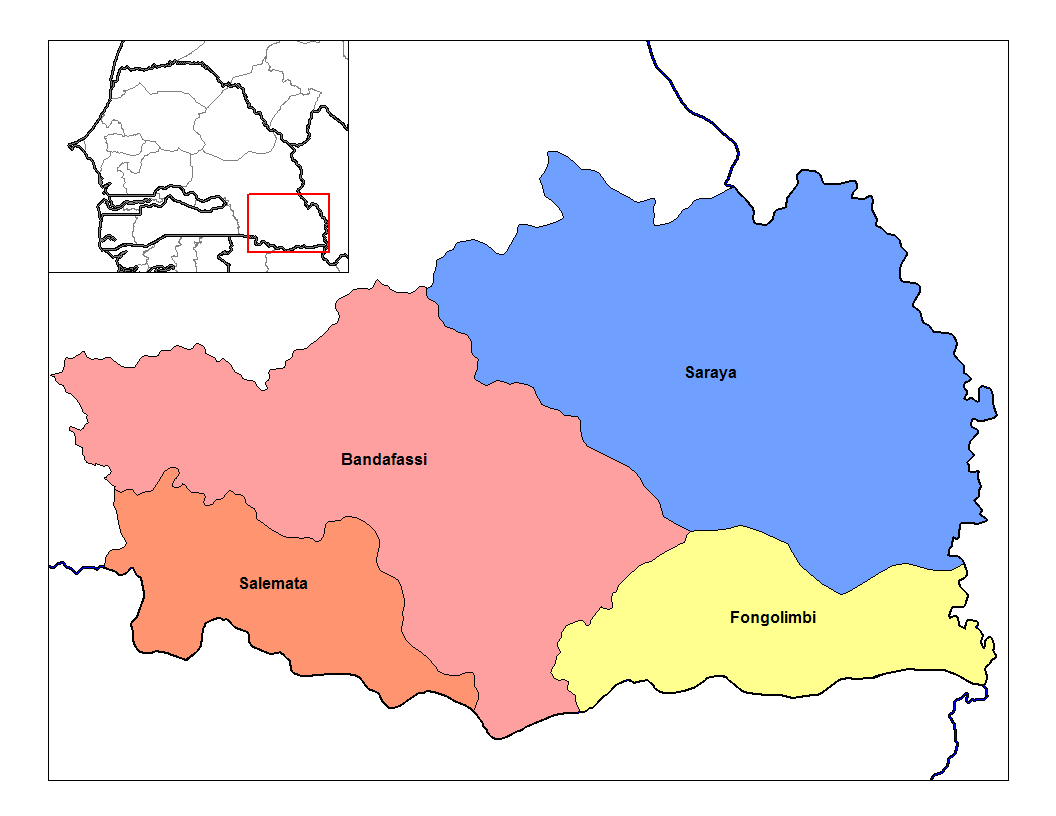

12°33′28″N 12°10′27″W / 12.55778°N 12.17417°W
凱杜古省（法語：Département de Kédougou），是塞內加爾的省份，位於該國東南部，由凱杜古區負責管轄，首府設於凱杜古，東面是薩拉亞省，面積16,896平方公里，2013年人口78,522，人口密度每平方公里4.6人。